# Calgacus

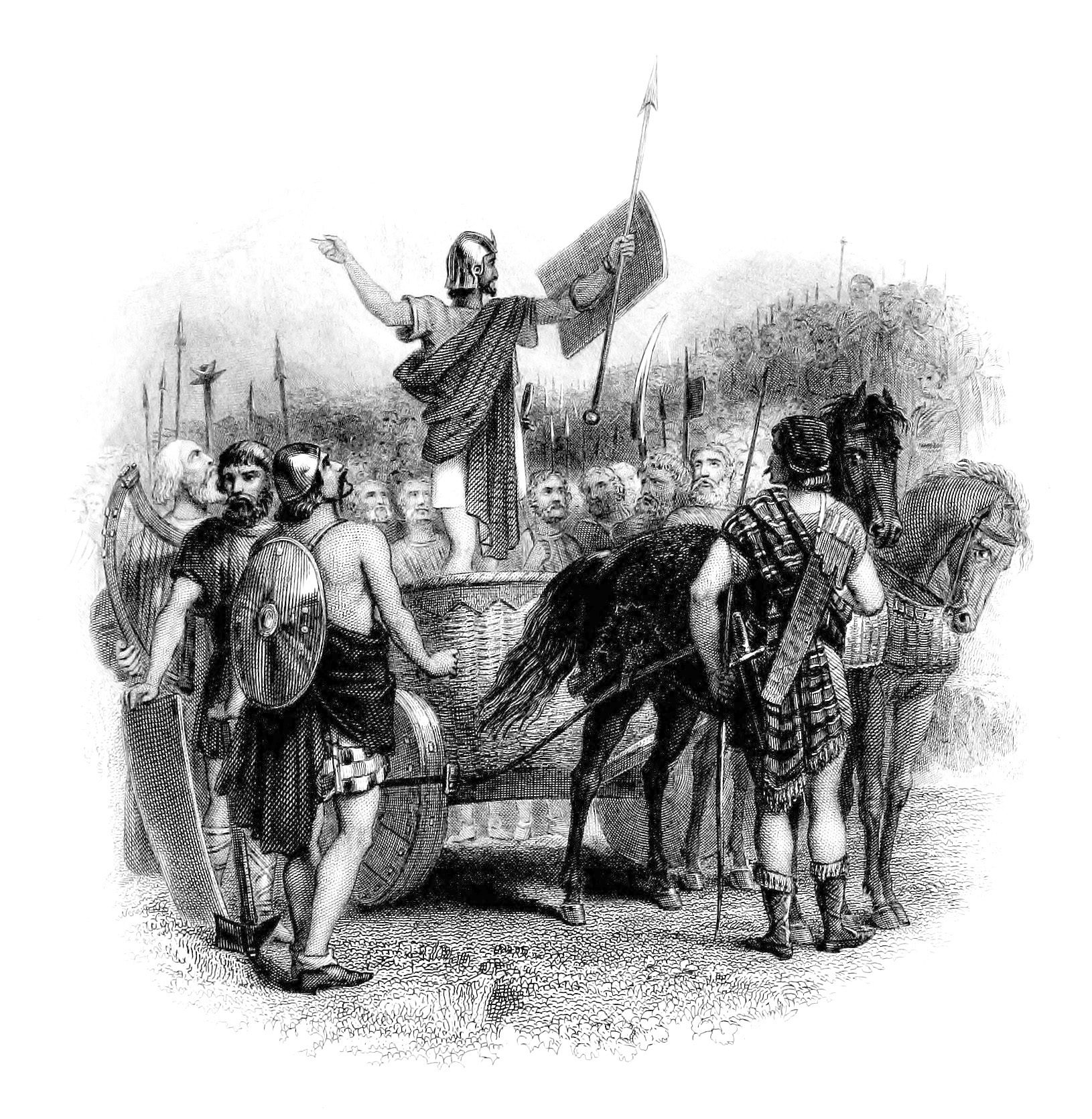
Kalgakus przemawiający do swych wojsk przed bitwą

Kalgakus (Calgacus) – pierwszy Kaledończyk wspomniany w literaturze rzymskiej.
Tacyt opisuje go jako wpływowego przywódcę Kaledończyków, człowieka z wielkim poczuciem godności i znakomitego mówcę. Wobec nasilającej się ofensywy rzymskich wojsk Juliusza Agrykoli, Kalgakus w 84 r. zgromadził przeszło 30-tysięczną armię i stawił czoła Rzymianom, staczając bitwę pod Mons Graupius. W starciu tym zginął, a jego wojska poniosły klęskę.
Siła oporu plemion kaledońskich została tym samym na dłuższy czas złamana, o czym świadczy blisko trzydziestoletni okres pokoju. Późniejsze ich napady na pograniczne forty rzymskie ok. 120 r. spowodowały wysłanie przeciw nim IX legionu obecnego wówczas w Eboracum (York). W 122 roku cesarz Hadrian podjął kolejną próbę opanowania ziem kaledońskich, jednak wobec niepowodzenia podjął decyzję, iż władztwo rzymskie w Brytanii nie będzie rozszerzane na północ. W związku z tym polecił wybudowanie granicznego Muru Hadriana.